# Clas Brede Bråthen
Clas Brede Bråthen, född 28 november 1968, är en norsk tidigare backhoppare och nuvarande idrottsledare. Han representerade Mjøndalen Idrettsforening.

## Karriär
Clas Brede Bråthen deltog i junior-VM 1986 i Lake Placid i USA. Där blev han nummer tre i den individuella tävlingen i stora backen (K-120). Tävlingen vanns av Ivan Lunardi från Italien.
Bråthen debuterade i världscupen under öppningstävlingen i tysk-österrikiska backhopparveckan i Schattenbergschanze i Oberstdorf i dåvarande Västtyskland 30 december 1987. Han blev nummer 70 i tävlingen som vanns av Pavel Ploc från Tjeckoslovakien före Matti Nykänen från Finland och Staffan Tällberg från Sverige. Bråthen var på prispallen i en deltävling i världscupen första gången i normalbacken i Sapporo i Japan 17 december 1988. Han blev nummer tre efter Matti Nykänen och Dieter Thoma från Västtyskland. Säsongen 1988/1989 var Bråthens bästa i världscupen. Han blev nummer 27 sammanlagt.
Under Skid-VM 1989 i Lahtis i Finland tävlade Bråthen i samtliga grenar. Han blev nummer 15 i normalbacken och nummer 11 i stora backen. I lagtävlingen blev Clas Brede Bråthen silvermedaljör tillsammans med lagkamraterna Magne Johansen, Ole Gunnar Fidjestøl och Jon Inge Kjørum. Norska laget var 19,0 poäng efter segrande finländska laget och 30,5 poäng före bronsvinnarna från Tjeckoslovakien. 
Clas Brede Bråthen startade i sin sista världscuptävling i normalbacken i Örnsköldsvik i Sverige 9 mars 1994.
Bråthen blev norsk mästare i normalbacken i Vegårdshei 1994 och i lagtävlingen 1996 i Meldal. Han avslutade sin aktiva backhoppningskarriär 1996.

## Senare karriär
Sedan 2001 har Bråthen varit verksam inom Norges Skiforbund (svenska: Norska Skidförbundet) och är numera hopp-chef i Skidförbundet. Bråthen har varit förespråkare för backhoppning för damer och har varit anhängare av världscup i backhoppning för damer.